# Zisterzienserinnenkloster Vileña
Das Zisterzienserinnenkloster Vileña war von 1222 bis 2008 ein Kloster der Zisterzienserinnen zuerst in Vileña, ab 1970 in Villarcayo de Merindad de Castilla la Vieja, Provinz Burgos in Spanien.

## Geschichte
Das Zisterzienserinnenkloster Santa María la Real de Vileña wurde 1222 von Urraca López de Haro, der Witwe König Ferdinands II. von León, in Vileña (10 Kilometer nördlich Briviesca) gestiftet und dem Kloster Las Huelgas unterstellt. 1970 brannte das Kloster ab. Der Konvent wechselte 1974 unter Beibehaltung des Klosternamens nach Villarcayo (bei Medina de Pomar). Dort kam es 2008 aus Mangel an Berufungen zur Auflösung. Die letzten verbliebenen Nonnen gingen in das Kloster Calatravas in Burgos. Kloster Vileña gehörte zur Zisterzienserinnenkongregation San Bernardo (C.C.S.B.). In  der Straße Calle del Convento in Vileña sind nur noch die Grundmauern mit einigen Bögen vorhanden (Lage). In Villarcayo (Carretera de Medina) steht noch das ehemalige Klostergebäude.